# Загір'я (Рогатинська міська громада)
Загі́р'я (в минулому — Загір'я Княгиницьке) —село в Україні, у Рогатинській міській громаді Івано-Франківського району Івано-Франківської області. До села Загір'я належить хутір Нова Гребля.

## Географія
Мальовниче опільське село Загір'я розкинулося (висота над рівнем моря 260 м) на високих і крутих горбах лівого берега невеликої річки Свірж у її середній течії. У цьому місці широку долину річки наповнюють води величезного Княгиницького ставу, назва якого походить від села Княгиничі, яке лежить на правому березі Свіржа. На крайньому сході земельних угідь с. Загір'я є рукотворна могила, на якій колись стояв дерев'яний хрест, а в післявоєнний час тут встановили триангуляційну вишку. Поруч є охоронний знак з табличкою і написом про те, що це є геодезичний об'єкт, який охороняється державою. Висота об'єкта — 354 м над рівнем моря. З цього місця відкриваються прекрасні краєвиди на десятки кілометрів, а в добру погоду видно Карпати (відстань по прямій — близько 120 км).

## Назва

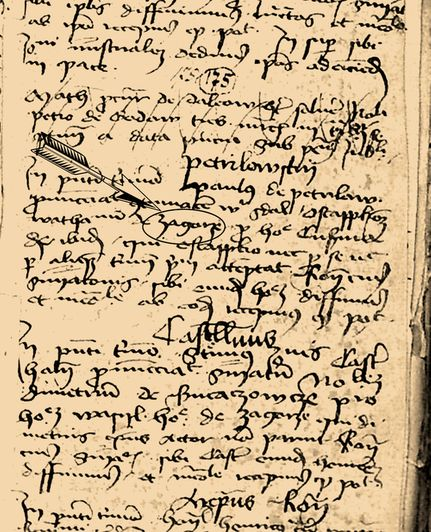
Галицька судова книга із першою згадкою про с. Загір'я від 2 січня 1441 року.

Село Загір'я у давнину мало назву Жолнів або Золнів. Про це відомо з документа від 26 червня 1478 р., у якому записані умови здачі в оренду ставу в Загір'ю власником села Станіславом Яричевським.
Сучасна назва Загір'я є типовою назвою. У 14-му томі видання Slownika Geograficzny Krulestwa Polskiego i innych krajuw Slowiankich з кінця XIX ст. подано 77 поселень із назвою Загір'я або різновидностями цієї назви. Щоб уникнути плутанини, у XIX столітті до назви села додали присвійну частину, і так виникла назва Загір'я Княгиницьке. У Рогатинському повіті в межах до 1939 р. було ще одне Загір'я (тепер Галицький р-н), яке отримало назву Загір'я Кукільницьке.

## Символіка

### Герб
Щит понижено хвилясто перетятий зеленим і лазуровим. У першій частині виникають три золоті гори, середня попереду. У другій частині - золота риба.

### Прапор
Квадратне полотнище складається з трьох рівних горизонтальних смуг зеленого, жовтого та блакитного кольорів. У центрі блакитної смуги жовта риба.

## Археологічні висліди
На території Загір'я в 1981 р. під час проведення будівельних робіт на одній із приватних ділянок виявлено сліди печі для виплавлення заліза із болотної залізної руди. «Шлаку було досить багато, траплялися злитки вагою більше двох кілограмів. Щоб продовжувати роботу, довелося працювати залізним ломом. Очевидно, у давні часи тут було залізо-плавильне виробництво. На підставі цієї знахідки можна припустити, що на території села Загір'я більше тисячі років тому існувало давнє руське поселення» У Загірському лісі (Загаї) збереглися залишки потужних земляних валів. Без сумніву, ці вали є творінням людських рук і, відповідно, потребують належної уваги спеціалістів-археологів.

## Демографічна динаміка поселення
Перший у селі перепис відбувся в 1837 р. За період з 1837 по 1910 р. австрійська влада провела шість переписів населення. Переписи 1837 та 1857 років проводилися за обмеженою програмою, за віросповіданням, не враховували таких показників, як національна приналежність, рідна мова тощо Переписи населення у 1869 та у 1880 роках проводилися за більш розширеною програмою.
Польська влада провела два переписи населення — у 1921 і 1931 рр., німецька влада — у 1943 р., совєтська влада — чотири переписи з 1959 по 1989 рік. Перший перепис населення за час незалежності України провели у 2001 р. У 1931 р. у с. Загір'я було 1404 мешканці.
У 1939 році в селі проживало 1270 мешканців (1120 українців-грекокатоликів, 120 українців-римокатоликів, 20 поляків, 10 євреїв), у присілку Нова Гребля — 250 мешканців (40 українців і 210 польських колоністів). Це період найвищої чисельності жителів села за всю його багатовікову історію.
Історичні події наступних років спричинили значне скорочення чисельності населення в кожному селі. Відповідно у Загір'ю — за рахунок депортації большевиками у 1940 р. близько 300 польських колоністів. Значних втрат зазнали українці під час війни та національно-визвольної боротьби 1940-50-х років. Багато людей не вернулися з фронту або з примусових робіт у Німеччині, багато загинуло в УПА та в большевицьких катівнях, багатьох вивезли у Сибір, звідки вони вже ніколи не повернулися. В ті часи переважно гинули молоді, неодружені люди, що спричиняло демографічний спад у наступні роки через зменшення народжуваності.
Післявоєнна колективізація сільського господарства завдала найбільшого удару по селу. Молодь за всяку ціну виривалася до міста, працювати в селі залишалися одиниці. Цей процес тривав безперервно. З 1970 по 1989 р. чисельність населення у Загір'ю зменшилася з 937 до 637 осіб, або на 32 %.
За роки так званої незалежності України злочинний антиукраїнський режим повів справжню війну проти українського народу. Нині маємо демографічну кризу, яка є наслідком геноциду українців.
З кожним роком більшає порожніх хат у наших селах. Селянські подвір'я, де протягом кількох століть гомоніло життя, заростають бур'янами. Як показав перепис населення 2001 р., зменшення чисельності населення супроводжується його старінням.
Дані про народження і смертність у Загір'ю: Народжуваність у Загір'ю
| Роки    | Загір'я |
| ------- | ------- |
| 2001 р. | 5       |
| 2002 р. | 5       |
| 2003 р. | 5       |
| 2004 р. | 5       |
| Всього: | 20      |

Смертність у Загір'ю
| Роки    | Загір'я |
| ------- | ------- |
| 2001 р. | 9       |
| 2002 р. | 7       |
| 2003 р. | 10      |
| 2004 р. | 16      |
| Всього: | 42      |

## Історія
Перша згадка про село датується 2 січня 1441 року. Впродовж XVI — XIX ст. с. Загір'я належало до так званого Княгиницького ключа. В Загір'ю на горі Говда знаходився відомий Княгиницький двір, що був адміністративним і господарським центром Княгиницького ключа.

### Перша світова війна
Список вояків УСС та УГА із с. Загір'я:
1. Атаманюк Лукій
2. Байда Іван
3. Ватаманюк Дмитро
4. Ватаманюк Іван
5. Василик Захарій
6. Гаврон Андрій
7. Гуньовський Іван
8. Данилишин Андрій
9. Данилишин Іван
10. Женчук Стах
11. Зушман Стах
12. Кузик Андрій Якимович
13. Кузик Стах Якимович
14. Кузик Яким — сотенний УСС і УГА, адвокат
15. Кривоглавий Михайло
16. Леськів Стах (Духніїв)
17. Михалюсь Степан
18. Наявко Михайло
19. Павлів Роман
20. Рибій Стефан
21. Стефанишин Василь
22. Харишин Василь
23. Харишин Яким
24. Шатковський Василь
25. Шумський Андрій
26. Юзифішин Василь
27. Хомин Дмитро

### Міжвоєнний період
У міжвоєнний період діяли:
- товариства «Просвіта», «Луг», «Каменярі», «Союз українок», «Жіноча громада»;
- кооператив Згода;
- осередки політичних партій УРП (радикали), ОУН(м), ОУН(б), КПЗУ.

### Діяльність т-ва «Просвіта»
Читальня «Просвіти» в Загір'ю заснована на загальних зборах 20 червня 1910 року. Засновниками читальні стали:
1. Антін Кузик
2. Іван Ватаманюк
3. Михайло Марків
4. Никола Ватаманюк
5. Андрій Зушман
6. Онуфрей Дзичко
7. Іван Харишин
8. Федь Цюняк
9. Петро Гнип
10. Стах Шкляр
11. Ілько Харишин

Фактичним організатором читальні був видатний громадський діяч, уродженець села Загір'я, Степан Кузик.

Будинок читальні у Загір'ю, збудований коштом громади в 1910 р.. Світлина 2003 р.

Загір'янські «Каменярі» на фестинах в с. Данильче, 1930 р.

Хор читальні «Просвіти» в Загір'ю (близько 1932 р.)

Аматорський театральний гурток с. Загір'я, 1936 р.

Загірські хлопці перед мандрівкою в Крилос (1937 р.)

Загір'янська молодь перед походом на фестини під керівництвом Андрія Гаврона. 1937 р.

При читальні до 1939 року діяв драматичний гурток (до 30 осіб) та чоловічий хор (28 чол.)
З першого повоєнного звіту читальні відомо, що в 1910 р. читальняний будинок збудовано коштом громади, земельну ділянку під будову подарував властитель дібр Михайло Тустановський. Іншої інформації про діяльність читальні в Загір'ю у передвоєнний період немає. Стан справ у громаді в перші повоєнні роки був гнітючий. Багато сільських активістів загинули на фронтах, інші померли від тифу, що лютував у 1919 р. Близько 25 наших односельчан воювали в легіоні УСС та в Українській Галицькій Армії.
Відновлення роботи читальні у повоєнний період відбулося 3 квітня 1922 р. на загальних зборах. Головою читальні обрали Івана Гуньовського, заступником Андрія Кузика, писарем Михайла Кіндера, касієром Дем'яна Кузика, бібліотекарем Михайла Марківа, господарем Василя Харишина та двох заступників виділового — Івана Кузика та Івана Данилишина. Число членів читальні: чоловіків 20, жінок 18, парубків 20, дівчат 22. Але невдовзі (14 грудня 1923 р.) польська влада опечатала читальню в Загір'ю на цілий рік. На підставі нового статуту читальня відновила роботу 28 грудня 1924 р.
У звіті «Просвіти» за період 1928—1929 рр. відзначено, що читальня мала 116 членів, у тому числі 68 чоловіків і 48 жінок. Бібліотека налічувала 133 книжки та була відкрита по неділях і святах, а також в інші дні при потребі. Передплачувано часописи «Громадський голос», «Народна справа». При читальні діяла сільськогосподарська споживча кооператива «Згода», але, за оцінкою керівників читальні, розвивалася слабо. Діяв гурток «Сільський Господар», спортивний гурток «Луг» був розв'язаний. Інших національних товариств не було. Є інформація про існування польської 7-класової школи, української школи не було.
За звітний період 1931—932 рр. діяльність читальні значно пожвавилася. Михайло Оршуляк та інженер Віктор Вакуловський прочитали дві лекції на тему «Управа ріллі». Дем'ян Кузик провів курси для неграмотних, з яких користало 25 чоловіків, 4 жінки, 8 хлопців і 13 дівчат. Під керівництвом Михайла Оршуляка 22 листопада 1931 р. організовано самоосвітній гурток. Під час шкільних вакацій організовано під опікою Виділу дитячий садок для дошкільної та шкільної молоді. У звітному 1934 році читальня мала 161 члена, у тому числі чоловіків — 92, жінок — 69, хлопців — 2, дівчат — 5.
Концертно-театральна діяльність
Найважливішим джерелом надходження коштів на утримання читальні були вистави і концерти. Свою роботу відновлена читальня почала в 1922 р. з організації аматорського театрального гуртка, котрий у перший рік свого існування вже мав у своєму репертуарі 4 вистави. З 14 грудня 1923 р. по 28 грудня 1924 р. діяльність читальні була призупинена польською владою. В перші 5 місяців 1925 р. гурток мав 20 членів, керував ним Іван Кузик. У репертуарі були такі вистави: «Мартин Боруля», «Сватання на Гончарівці», «Сатана в бочці», «Сватання в неуках», «Як ковбаса та чарка», «Клуб суфражисток». На вистави сходилось від 60 до 100 глядачів. Касовий прихід за цей період склав 264 зл. У 1928 р. гурток налічував 32 члени, вели його Андрій Кузик та Іван Данилишин. В наступному 1929 р. гурток налічував 40 членів під керівництвом Івана Данилишина. За рік було дано 10 вистав, у тому числі і в інших селах. В цьому ж році чоловічий хор у складі 20 осіб під керівництвом Івана Кузика дав по два концерти в своїм селі та в інших селах. У 1931-32 роках відбувся занепад художньої самодіяльності, аматорський гурток залишився без керівника, хору не було. Очевидно, далися взнаки наслідки пацифікації 1930 р. В 1935 р. з вистав і концертів було зібрано найбільшу суму — 537,21 злотих. За рік дано 7 вистав. У бібліотеці було 86 театральних п'єс. Відновив роботу хор у складі 25 членів під керівництвом Івана Кузика. У 1936 році під керівництвом Василя Кузика показано 7 вистав, у тому числі по 2 рази «Кроваві перли», «Швець Жердка», «Вій», один раз «Поцілунок Юди», касовий прихід із яких становив 346 зл.
12 червня 2020 року, відповідно до Розпорядження Кабінету Міністрів України  № 714-р «Про визначення адміністративних центрів та затвердження територій територіальних громад Івано-Франківської області», увійшло до складу Рогатинської міської громади.
19 липня 2020 року, в результаті адміністративно-територіальної реформи та ліквідації Рогатинського району, село увійшло до складу новоутвореного Івано-Франківського району.

## Населення

### Мова
Розподіл населення за рідною мовою за даними перепису 2001 року:
| Мова       | Відсоток |
| ---------- | -------- |
| українська | 99,84%   |
| румунська  | 0,16%    |

## Пам'ятки
В Загір'ю є дві церкви. Церква Воздвиження Чесного Хреста Господнього [Архівовано 26 грудня 2013 у Wayback Machine.] (охоронна дошка № 1190) є перлиною дерев'яної архітектури галицького типу, яка після церкви Святого Духа в Рогатині стоїть в одному ряду з дерев'яними церквами із сіл Черче, Виспа, Кліщівна, Уїзд. Ймовірна дата забудови — 1680 рік. Кам'яна Церква св. Івана Хрестителя з дзвіницею збудована на хуторі Нова Гребля в 1995 р. за підримки краянина та дивізійника Івана Яцишина та його дружини Ганни.

### Церква Воздвиження Чесного Хреста Господнього

Церква Воздвиження Чесного Хреста Господнього у с. Загір'я в період Першої світової війни

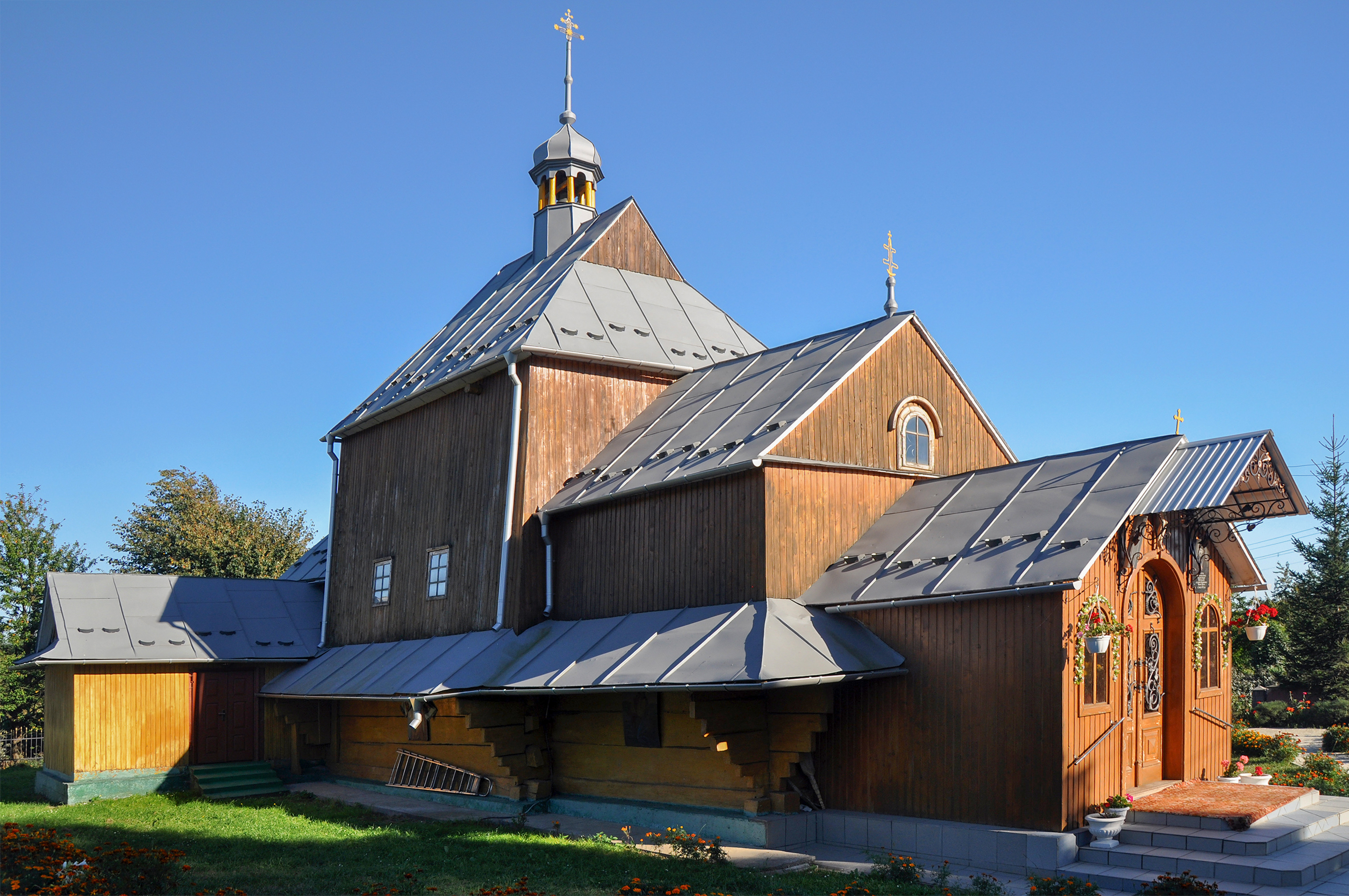
Церква Воздвиження Чесного Хреста (2016 р.)

Перша письмова згадка про священика в Загір'ю датується 1578 р. З періоду, що тривав наступні сто років, не виявлено жодного документа, який би проливав світло на історію парохії. В Метриці Йосифа Шумлянського записано, що 9 грудня 1679 р. у Львівській катедрі св. Юра рукоположено о. Василя для церкви Воздвиження Чесного Хреста в Загір'ю. Це перший священик у Загір'ю, відомий за іменем. Через 22 роки, 17 квітня 1701 р. у Львові, в Успенській церкві рукоположено для церкви у Загір'ю наступного священика, о. Василя Репеховича. Це перший священик, якого знаємо за іменем та прізвищем.
Церква в Загір'ю є перлиною дерев'яної архітектури галицького типу, яка після церкви Святого Духа в Рогатині стоїть в одному ряду з дерев'яними церквами із сіл Черча, Виспи, Кліщівни, Уїзду. Церква збудована з дубових брусів товщиною 12-15 см, шириною до 50 см, на підвалинах, які лежать на високому фундаменті, мурованому з м'якого місцевого каменю і глини. Залишається відкритим питання, чи можна вважати Хрестовоздвиженську церкву з 1679 р. тією ж спорудою, яка збереглася по сьогодні. Дата побудови церкви в Загір'ю не досліджена. Охоронна дошка під № 1190, виготовлена Українським товариством охорони пам'яток історії та культури, вказує 1680 рік.

### Церква св. Івана Хрестителя

Церква св. Івана Хрестителя у с. Загір'я (хутір Нова Гребля)

Ідею побудови церкви на хуторі Нова Гребля подали у 1993 р. місцеві жителі, оскільки ходити до церкви у с. Загір'я старшим людям було важко. Громада зібрала кілька мільйонів інфляційних купоно-карбованців, але цього було мало. Справа вирішилася завдяки нашим краянам подружжю Іванові й Ганні Яцишиним, які мешкають у Канаді в місті Торонто. Завдяки їх грошовій допомозі в 1994-95 роках церкву було збудовано.
Архітектурний проект виконаний Рогатинським районним управлінням архітектури.
7 липня 1995 р. церкву освятили рогатинський декан о. Іван Демків, парох Загір'я о. Богдан Лютецький, і о. Микола Корда з Руди з процесіями із Загір'я, Княгинич і Псар. Поруч із церквою у 1996 р. збудована двоярусна дзвіниця, на якій є один дзвін. При вході на стіні церкви є пам'ятна дошка з написом: «Церква св. Івана Хрестителя побудована у 1995 р. на пожертву уродженців Нової Греблі пана Івана Яцишина та його дружини Анни, які мешкають у Канаді».

### Пам'ятники
- пам'ятний знак на честь скасування панщини (реставровано у 1991)
- насипані та освячені:
  - (весна 1990 р.) на старому цвинтарі могилу невідомому стрільцеві, що загинув від ран під час Чортківської офензиви
  - символічна могила Борцям за волю України (1991)
  - (червень 1992 р.) могила стрільця УГА із Заланова Михайла Даниловича Попика, який загинув на хуторі Нова Гребля під час Чортківської офензиви.

### Пам'ятки природи
- Бубонець — ботанічний заказник місцевого значення. Розташований на схід від села Загір'я.
- Під Верхо́виною — гідрологічний заказник місцевого значення в Україні. Розташований на північ від села Загір'я.

## Соціальна сфера
Читальня т-ва «Просвіта»: клуб, бібліотека.
Два магазини, сучасний електричний млин.
Футбольний стадіон.

## Книга про село

Зовнішній вигляд обкладинки книги про село Загір'я

5 лютого 2006 року відбулася презентація книги про село Загір'я. В церкві Воздвиження Чесного Хреста відбулася Божественна Літургія за участю чоловічого хору «Орфей» [Архівовано 27 травня 2007 у Wayback Machine.] (хор працівників НУ «Львівська політехніка» [Архівовано 13 листопада 2016 у Wayback Machine.]). В місцевій читальні відбулася урочиста академія за участю відомих науковців-істориків: Микола Литвин, доктор історичних наук, професор, завідувач відділом наукових та інформативних видань Інституту українознавства ім. І. Крип'якевича НАН України, Ярослав Тарас, кандидат архітектури, доцент, завідувач відділом етнології сучасності Інституту народознавства НАН України, член-кореспондент Української академії архітектури, Іван Сварник, завідувач сектором Центрального державного історичного архіву України у Львові.
 На завершення свята відбувся концерт хору «Орфей».
Книга написана відомим місцевим краєзнавцем, уродженцем села Загір'я, Любомиром Воробієм, котрий присвятив цій праці майже два десятки років. Монографія «Загір'я Княгиницьке: історико-краєзнавчі студії» є різноплановою за тематикою, добре структурованою, містить 768 світлин, 15 картосхем, 42 таблиці, а також копії архівних документів, репродукції портретів власників Княгиницького ключа, давні гравюри, численні зразки геральдики, фалеристики та сфрагістики. Вона охоплює чи не усе громадсько-політичне життя та побут невеликого поселення в рогатинській частині Опілля* впродовж шести століть. Автор подає докладний іменний покажчик, який нараховує понад три тисячі персоналій.
Реквізити книги:
Воробій Л. І. Загір'я Княгиницьке: історико-краєзнавчі студії. — Львів: Опілля, 2005. — 616 с. (Серія «Опілля: поселення Рогатинщини») ISBN 966-7760-70-7
У книзі подана історико-краєзнавча візія опільського села Загір'я на Рогатинщині від найдавніших часів до сьогодення. Книга написана на основі багатого архівного матеріалу і численних публікацій. Подано спогади автора і власне трактування подій та явищ. Монографія багато ілюстрована, містить розповіді учасників та очевидців історичних подій, економічну та статистичну інформацію.
Адресована фахівцям у галузі історичних наук, широкому загалу читачів.

## Відомі люди
У Загір'ї народилися:
- Степан Кузик (1888—1947) — адвокат, кооперативний діяч, посол до сейму Польщі.[10]
- Зіновій Ватаманюк (1938—2008) — професор, завідувач кафедри економічної теорії ЛНУ ім. Івана Франка.[11]
- Ігор Лисий — к.ф-м.н., доцент каф. «Прикладної математики» НУ «Львівська політехніка».[12]
- Любомир Воробій — краєзнавець, автор монографії «Загір'я Княгиницьке».
- Марія Швед — к.п.н., завідувач кафедри педагогіки Українського католицького університету, доцент кафедри загальної та соціальної педагогіки ЛНУ ім. Івана Франка.[13][14]
- Володимир Бурак — к.юр.н., доц. каф. трудового, аграрного й екологічного права ЛНУ ім. Івана Франка.[15]
- Роксолана Кузик — співачка, поетеса та композитор.
- Богдан Харишин — краєзнавець, заслужений трудівник краю
- Володимир Кузик - громадський діяч, депутат Рогатинської районної ради, полковник служби цивільного захисту.
- Олег Кузик - к.е.н., доц. каф. маркетингу ЛНУ ім. Івана Франка.
- Хомин Василь — Лицар Бронзового Хреста Заслуги, референт пропаганди Тернопільського обласного проводу ОУН, засновник і головний редактор газети ОУН «Самостійник»
- Шрамко Мар`ян — 1997—2025. Старший стрілець-оператор. ЗСУ. Загинув поблизу с. Діброва на Луганщині [16]

## Село на історичних та військових картах

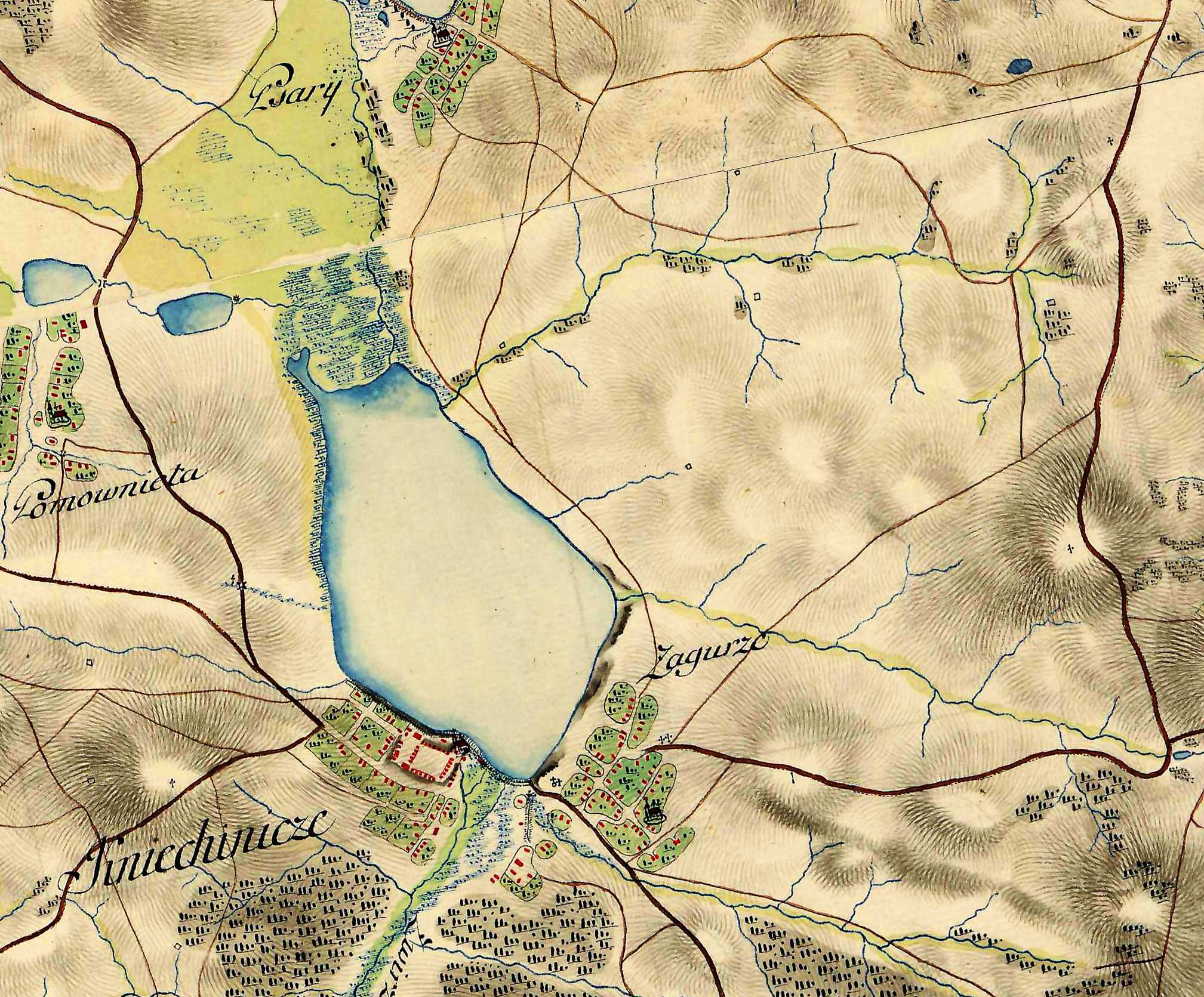
село Загір'я на мапі Фрідріха фон Міґа 1783 рік
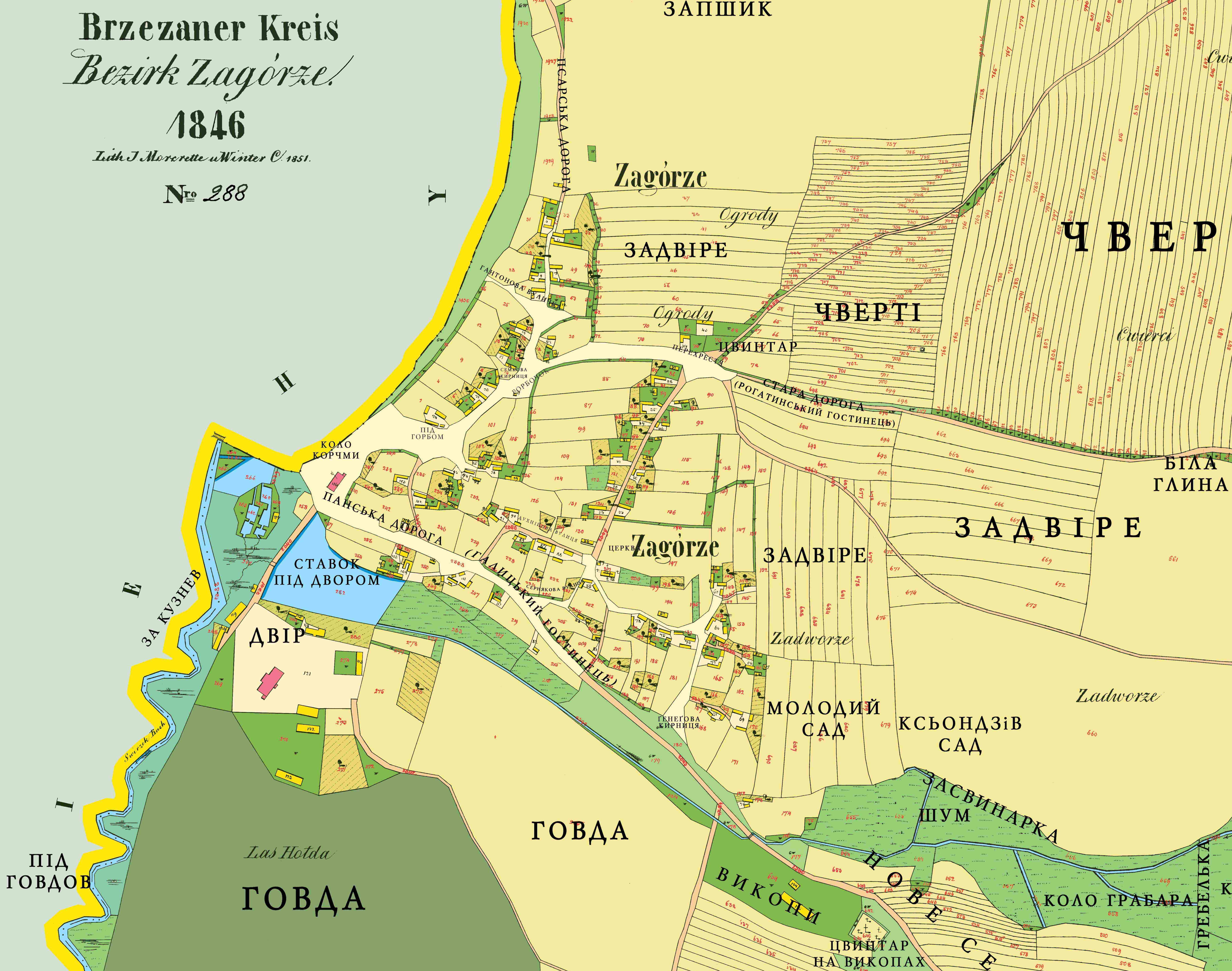
село Загір'я на кадастровій мапі 1846 рік
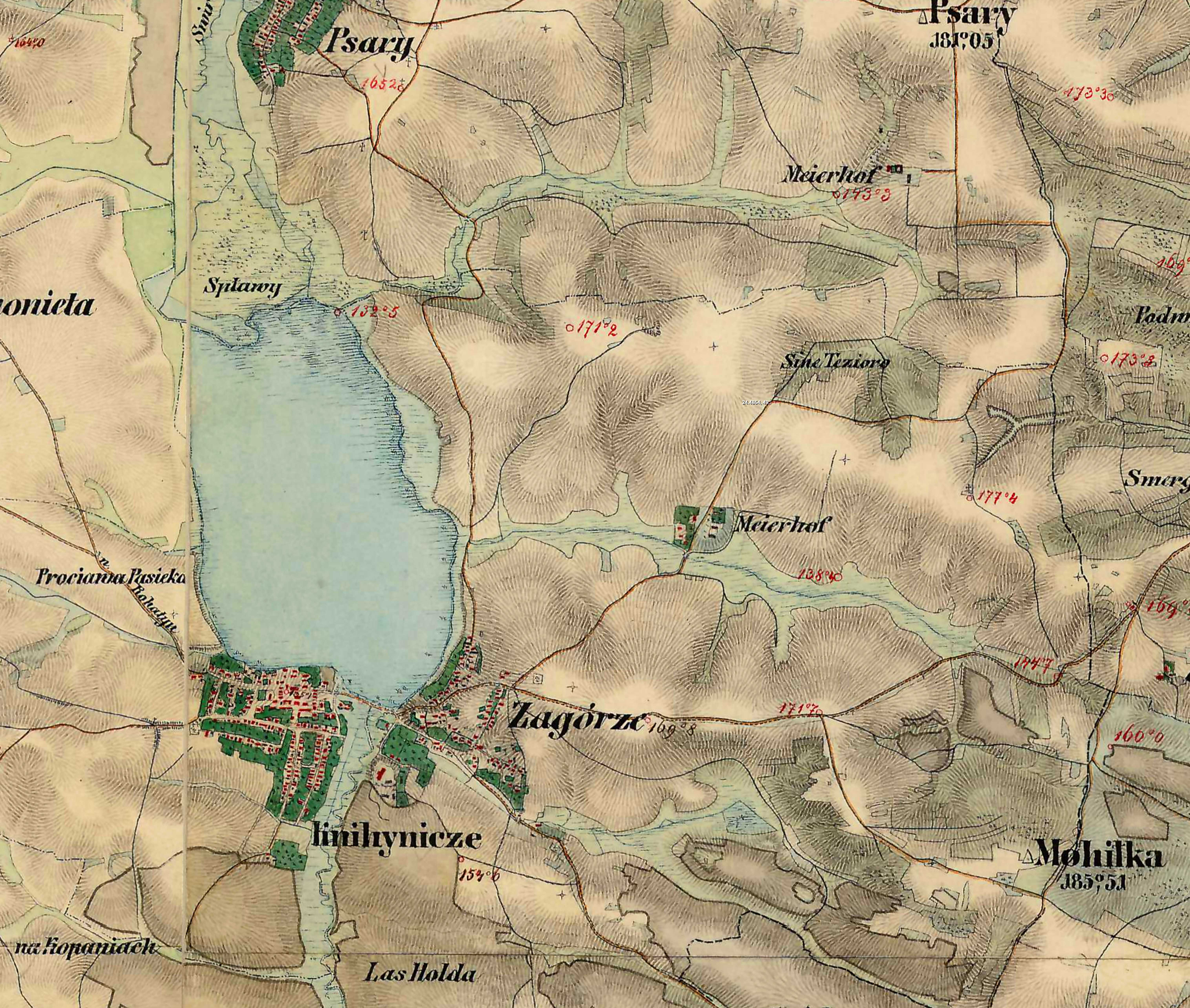
село Загір'я на мапі Галичина і Буковина (1861–1864) - Другий військовий огляд імперії Габсбургів 1864 рік
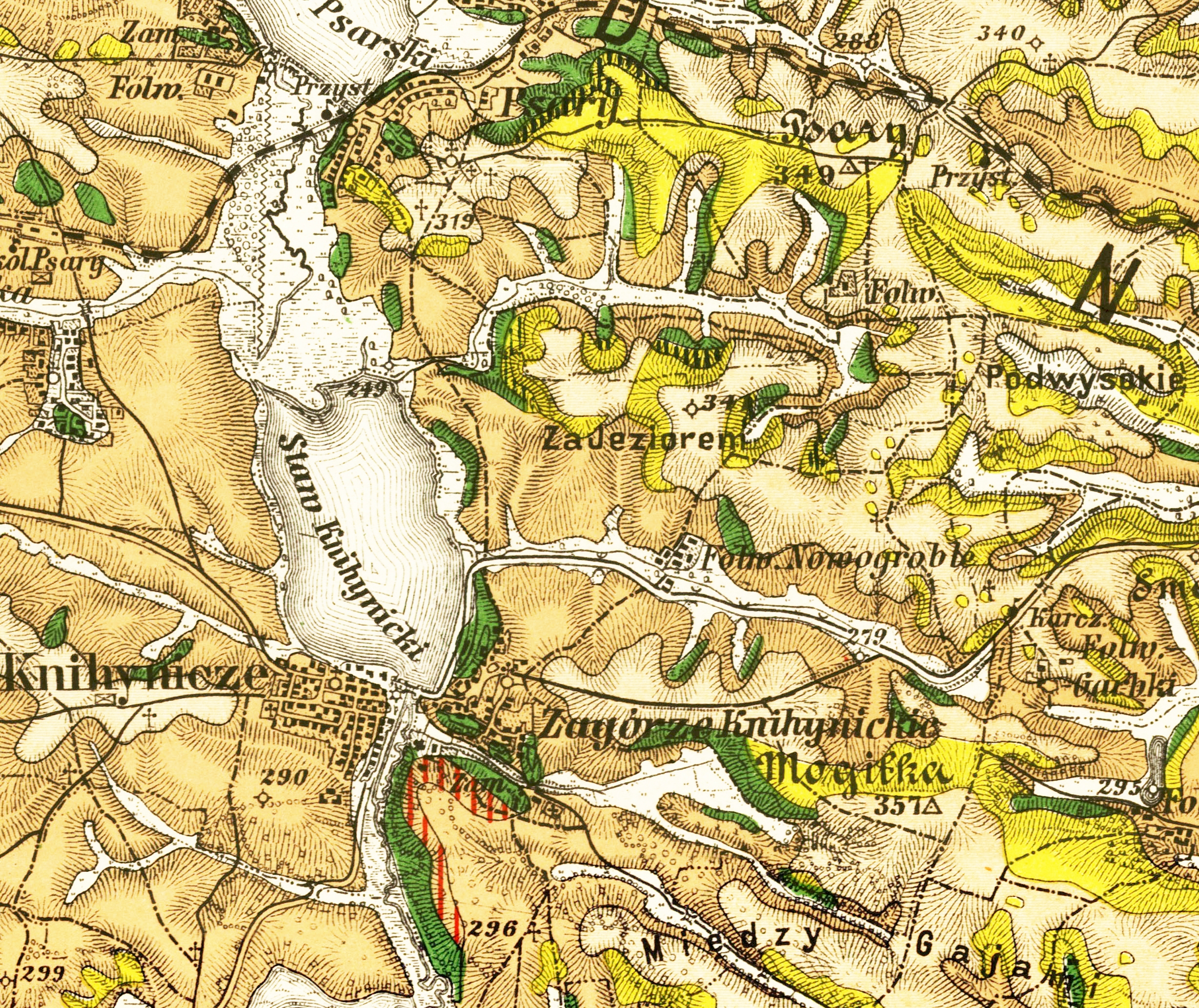
село Загір'я на геологічній мапі Геологічного атласу Галичини 1893 рік
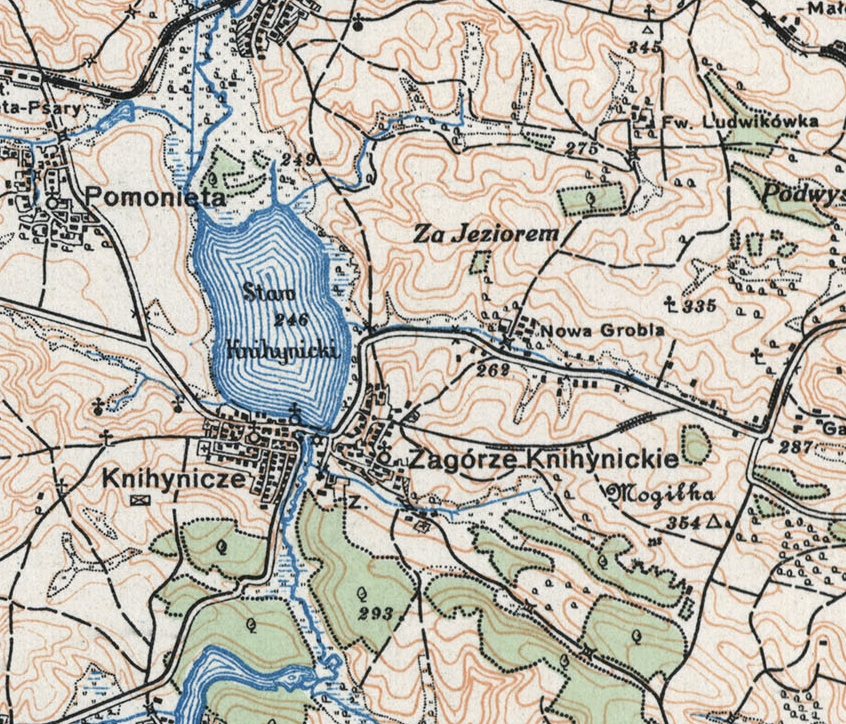
село Загір'я на військовій топографічній мапі Польщі 1926 рік
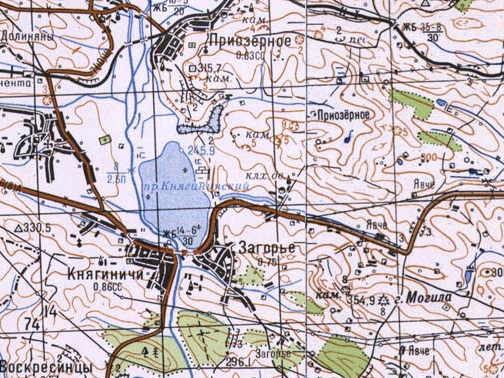
село Загір'я на військовій топографічній мапі Генштабу МО СРСР 1976 рік